# Campionato italiano di ciclismo su strada 1932
Il Campionato italiano di ciclismo su strada 1932 si svolse su cinque prove dal 17 aprile al 24 settembre 1932 e vide l'affermazione di Learco Guerra.

## Calendario
| Data         | Evento                              | Vincitore     | Squadra            |
| ------------ | ----------------------------------- | ------------- | ------------------ |
| 17 aprile    | Giro di Campania (1932)             | Learco Guerra | Maino-Clement      |
| 1 maggio     | Giro di Toscana (1932)              | Learco Guerra | Maino-Clement      |
| 19 giugno    | Treviso-Monte Grappa (1932)         | Remo Bertoni  | Legnano-Hutchinson |
| 14 agosto    | Circuito dei Castelli Romani (1932) | Michele Mara  | Bianchi-Pirelli    |
| 24 settembre | Predappio-Roma (1932)               | Learco Guerra | Maino-Clement      |

## Classifica
| Pos. | Corridore         | Squadra            | Punti |
| ---- | ----------------- | ------------------ | ----- |
| 1    | Learco Guerra     | Maino-Clement      | 19    |
| 2    | Remo Bertoni      | Legnano-Hutchinson | 9     |
| 3    | Alfredo Binda     | Legnano-Hutchinson | 8     |
| 3    | Luigi Giacobbe    | Maino-Clement      | 8     |
| 5    | Michele Mara      | Bianchi-Pirelli    | 7     |
| 6    | Angelo Rinaldi    | Maino-Clement      | 5     |
| 7    | Aldo Canazza      | Wolsit-Hutchinson  | 4     |
| 8    | Allegro Grandi    | Bianchi-Pirelli    | 3     |
| 8    | Francesco Camusso | Gloria-Hutchinson  | 3     |
| 8    | Albino Binda      | Legnano-Hutchinson | 3     |